# Ibrahim Farag Mohammed
Mohammed Ibrahim Farag (Massaua, 1908 – Mar Rosso, 4 aprile 1941) è stato un militare eritreo, Àscaro della Regia Marina decorato con la medaglia d'oro al valor militare.

## Biografia
Sono pochissime le notizie che si hanno sulla vita privata e militare di Farag Mohammed. Il sito della Marina Militare riporta che è nato nel 1908 a “It Atba (Massaua)”, senza indicare né il mese né il giorno, ma se così fosse è da notare che tale villaggio si trova nel centro dell’Eritrea, a circa 90 chilometri in linea retta dal mare e a quasi 140 chilometri da Massaua.  Alcuni siti e testi riportano come anno di nascita il 1919, praticamente impossibile essendosi arruolato nei Reparti indigeni della Regia Marina nel 1925, imbarcato sulla Regia Nave Campania, prendendo parte su questa unità navale alle operazioni militari lungo le coste della Migiurtinia contro le bande armate del sultano Osman Mahamuud. Nel corso di una di queste operazioni, il 28 ottobre 1925, sbarcato con altri militari indigeni sulla spiaggia di Bargal con compiti informativi ed esplorativi, attaccato da forze ribelli prevalenti venne costretto a sostenere un'azione difensiva durata 22 ore, arroccato all'interno di una moschea, protetto dal fuoco d’interdizione delle artiglierie del Campania, che impedirono l’avvicinarsi dei migiurtini, finché il giorno dopo giunse in soccorso una compagnia del 2° Benadir sbarcata dalla cannoniera Arimondi, nel frattempo arrivata da Alula. In seguito, nel gennaio 1927, una colonna mozzata di quella moschea costituì il monumento agli italiani caduti durante l’occupazione.
Per tale fatto d'arme Ibrahim Farag Mohammed venne decorato di Croce di guerra al valor militare (R.s. 19 febbraio 1928) e promosso al grado di Muntaz del Corpo degli Ascari della Regia Marina. Successivamente promosso nel grado di Bulucbasci, nel marzo 1941 si imbarcò, con altri quattro ascari fuochisti, sul cacciatorpediniere Manin con il quale partecipò all'ultima disperata missione contro Porto Sudan, culminata con l'affondamento della nave dopo pesanti attacchi aerei da parte nemica. Ritrovatosi naufrago con altri superstiti sull'unica lancia calata in mare, cedette il proprio posto a un marinaio ferito, decidendo di rimanere aggrappato fuori bordo e permettendo ai suoi compagni di restare sulla barca. Rimase aggrappato all'esterno della stessa per un giorno ed una notte, finché sfinito, scomparve tra i flutti rivolgendo un estremo saluto al proprio comandante ferito.
In tutta la storia coloniale italiana furono due le Medaglie d’Oro riconosciute a soldati indigeni, entrambe alla memoria. La prima fu concessa all'amhara Unatù Endisciau, nato nel 1917, muntaz degli zaptié del LXXIX Battaglione, che morì all’inizio della Seconda Guerra Mondiale nella battaglia di Culqualber, dopo essere riuscito a portare in salvo, entro le linee italiane, in seguito alla disfatta di Debra Tabor, il gagliardetto del suo battaglione. Nell'ottobre 1941 gli venne concessa, con l'approvazione del Duce, la Medaglia d’Oro al Valor Militare alla memoria, mentre nel caso di Ibrahim Faruq Muhammad la concessione della Medaglia d'Oro al Valor Militare avvenne con il decreto 6 dicembre 1947, a firma del Capo Provvisorio dello Stato Enrico De Nicola, in quanto date le circostanze bisognò aspettare, per avviare le pratiche, il rientro del comandante del Manin, il capitano di fregata Araldo Fadin.